# Венделл Форд
Венделл Гемптон Форд (англ. Wendell Hampton Ford; 8 вересня 1924, Оуенсборо, Кентуккі — 22 січня 2014) — американський політик з Демократичної партії.
Він був віце-губернатором Кентуккі у 1967—1971 роках, обраний губернатором штату у 1971 році. У 1974 році отримав місце в Сенаті США, вважався одним з найефективніших законодавців, був обраний однопартійцями лідером депутатської групи демократів у 1991 році. Залишив Сенат у 1999.